# 馬凱特縣 (密歇根州)
馬凱特縣（英語：Marquette County）是位於美国密西根上半島中部的一個縣，北臨苏必利尔湖，面積8,871平方公里。根據2020年美國人口普查，共有人口66,017人。縣治馬凱特。該縣成立於1843年3月9日，縣名紀念法国耶穌會士、第一個看見密西西比河並繪圖的歐洲人雅克·馬凱特神父。

## 外部連結
- 馬凱特縣 (密西根州)官方網站 （页面存档备份，存于）